# Hemisemidalis fulvipennis
Hemisemidalis fulvipennis är en insektsart som beskrevs av György Sziráki 1999. Hemisemidalis fulvipennis ingår i släktet Hemisemidalis och familjen vaxsländor. Inga underarter finns listade i Catalogue of Life.